# يشيم جرن بوز أوغلي
يشيم جرن بوز أوغلي (بالتركية: Yeşim Ceren Bozoğlu) من مواليد 29 يوليو 1974هي ممثلة تركية.
ومن أبرز الأفلام أو البرامج التلفزيونية التي لعبت فيها دوراً: المؤسس عثمان.